# Umiot (Mordowia)
Umiot (ros. Умёт) – osiedle typu miejskiego w środkowej Rosji, na terenie wchodzącej w skład tego kraju Republiki Mordowii, w rejonie zubowopolańskim, we wschodniej Europie.
Miejscowość liczy 2926 mieszkańców (1 stycznia 2005 r.).
Znajduje się tutaj stacja kolejowa Tiopłyj Stan, położona na linii Moskwa – Riazań – Samara.